# 刘诗昆
刘诗昆（1939年3月8日—），天津人，中國鋼琴家，現居香港。

## 生平
幼年即開始學習鋼琴，1951年進入中央音樂學院附屬中學就讀。
1956年9月，參加匈牙利布達佩斯的李斯特鋼琴大賽，贏得第3名與《第六號匈牙利狂想曲》演奏特別獎。
1957年進入中央音樂學院鋼琴系繼續學習。1958年到當時的蘇聯參加第一屆柴科夫斯基大賽，获得第二名，自此於世界樂壇嶄露頭角。
1960年前往蘇聯莫斯科音樂學院深造。
1962年回國後，則在中央音樂學院任教。除了演奏外，劉詩昆也投身於創作，主要作品包括《青年鋼琴協奏曲》（與孫亦林、潘一鳴、黃曉飛合作，1958年，中華人民共和國第一部鋼琴音樂大型作品），《戰颱風鋼琴協奏曲》（與郭志鴻等合作）等等。

## 个人生活
劉詩昆前後結婚三次，首任妻子為葉劍英的女兒葉向真，倆人的兒子劉曉迎於1964年出生於北京，1983年畢業於中央音樂學院。劉葉倆人離婚收場。
劉詩昆第二任妻子蓋燕，1996年為他生了個兒子，這段婚姻更鬧得不愉快，最後亦以離婚告終。
2011年，劉詩昆認識孫穎，倆人相差37歲，發展父女戀。2020年11月7日，81歲的劉詩昆再做爸爸，45歲的孫穎在美國誕6.15磅女兒劉蓓蓓，乳名貝貝。2023年10月17日，孫穎再為其誕下一子劉天天，乳名添添。
2017年11月，方逸華於養和醫院去世，劉詩昆得悉好朋友逝世消息後，立即撰寫文章悼念故友。

## 外部連結
- 劉詩昆 新浪博客（页面存档备份，存于）
- 《『我拒絕叛逃』──劉詩昆的音樂傳奇》，明報月刊2009年3月號